# Alto Baudó
Alto Baudó é um município da Colômbia, localizado no departamento de Chocó.